# Пресвитер Иоанн

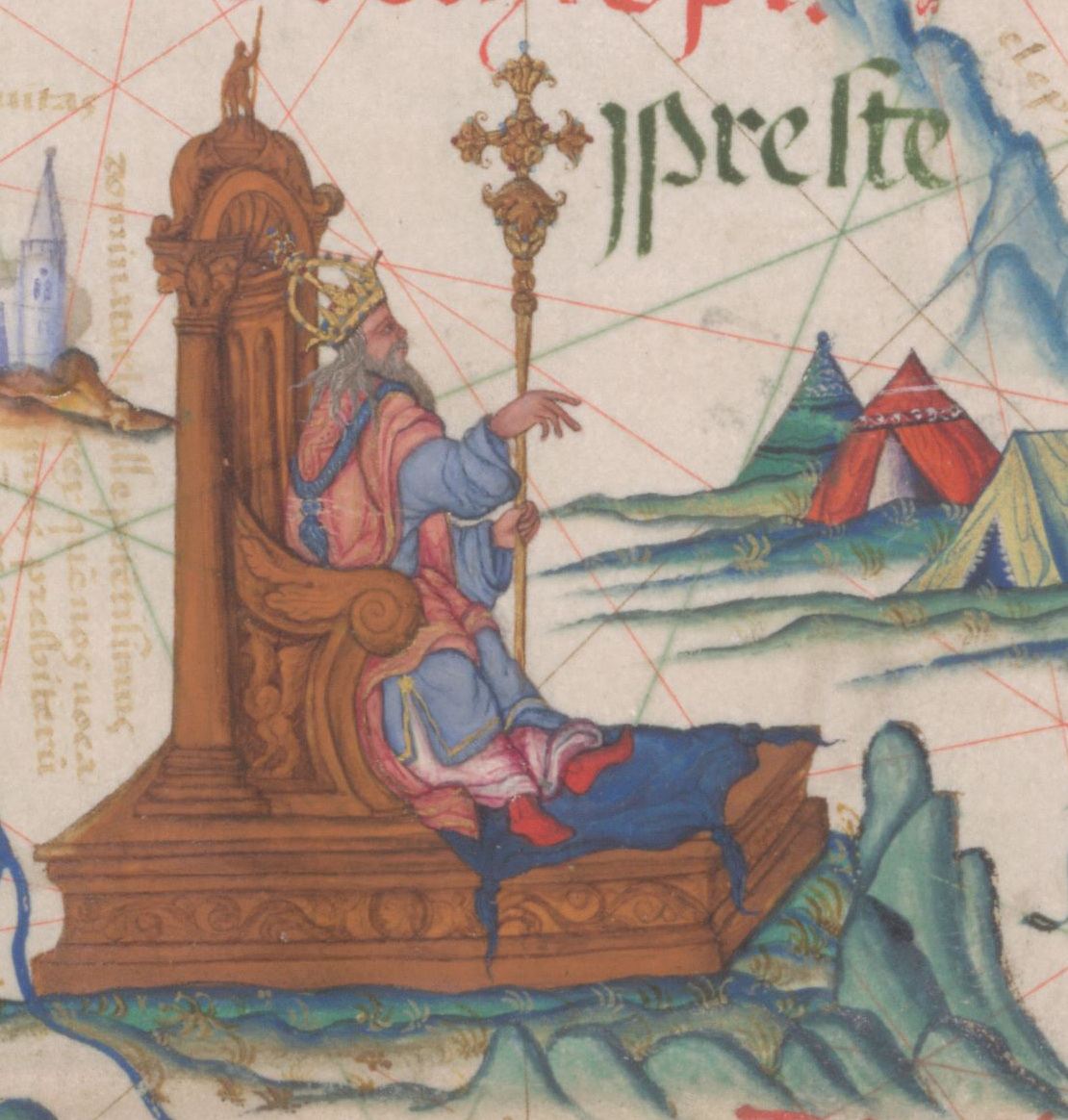
Пресвитер Иоанн как царь Эфиопии

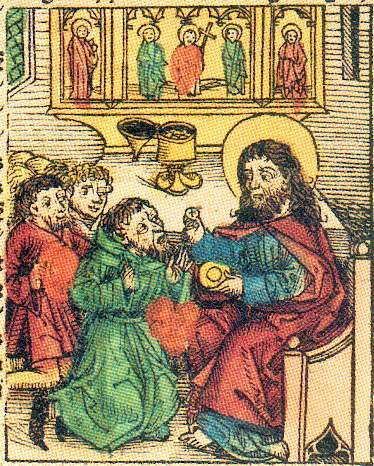
Пресвитер Иоанн (Нюрнбергская хроника, Хартмана Шеделя)

Пресви́тер Иоа́нн, в русской литературе также царь-поп Ива́н, — легендарный правитель могущественного христианского государства в Центральной Азии. Личность, эпоха и местонахождение пресвитера Иоанна и его царства во многочисленных рассказах и свидетельствах на разных языках интерпретируются по-разному, иногда указывая на реальных, а иногда на вымышленных персонажей, причём нередко с мифическими подробностями.

## Возникновение легенды
Легенда о пресвитере Иоанне распространилась с середины XII века, между китайцами, монголами, индийцами, персами, армянами, турками, арабами, византийцами и всеми европейскими народами, участвовавшими в крестовых походах. Период развития легенды занимает около 400 лет. В русскую древнюю письменность легенда проникла под именем «Сказания об Индейском царстве». Энциклопедический словарь Брокгауза и Ефрона утверждает, что в основании слуха лежал действительный факт успеха несторианского христианства среди племён Средней Азии, записанный у Абу-ль-Фараджа; легендарный же элемент сказания о царстве, полном всех благ мира, и о царе-священнике, идущем на защиту христиан от неверных, создался благодаря угнетению восточных христиан турками и сарацинами. Первое известие о пресвитере Иоанне находится в летописи Оттона Фрейзингского от 1145 года, откуда оно переходит в другие хроники. Изначально считалось, что государство пресвитера Иоанна находится в Индии, чему способствовали легенда о путешествии туда апостола Фомы, и слухи о существовании в Индии христианских общин (см. Малабарская православная церковь и Сиро-яковитская православная церковь). Таким образом, пресвитер Иоанн считался наследником апостола Фомы на Востоке.

## Письмо пресвитера
С 1165 года в Европе стало распространяться письмо от пресвитера Иоанна — царя Индии императору Византии Мануилу I Комнину. В письме упоминалось, что царство несторианских христиан до сих пор существует. Письмо было переведено на несколько языков, включая иврит. Сохранилось несколько сотен копий письма. Среди рыцарей-крестоносцев во время второго крестового похода было распространено верование, что пресвитер Иоанн окажет поддержку крестоносцам и поможет отвоевать Палестину у мусульман.
27 сентября 1177 года Папа Александр III отправил послание Иоанну пресвитеру со своим эмиссаром Филипом. О дальнейшей судьбе Филипа ничего не известно, предположительно, он не вернулся из своего путешествия.
Изобретение книгопечатания сделало письмо ещё более популярным.
Современный анализ содержания варианта письма от пресвитера Иоанна на иврите позволяет сделать предположение, что переводчик письма был выходцем из среды евреев северной Италии или Лангедока. Во всяком случае, авторство, скорее всего, принадлежит европейцу, однако его цели остаются неясными.

## Пресвитер Иоанн и Монгольская империя

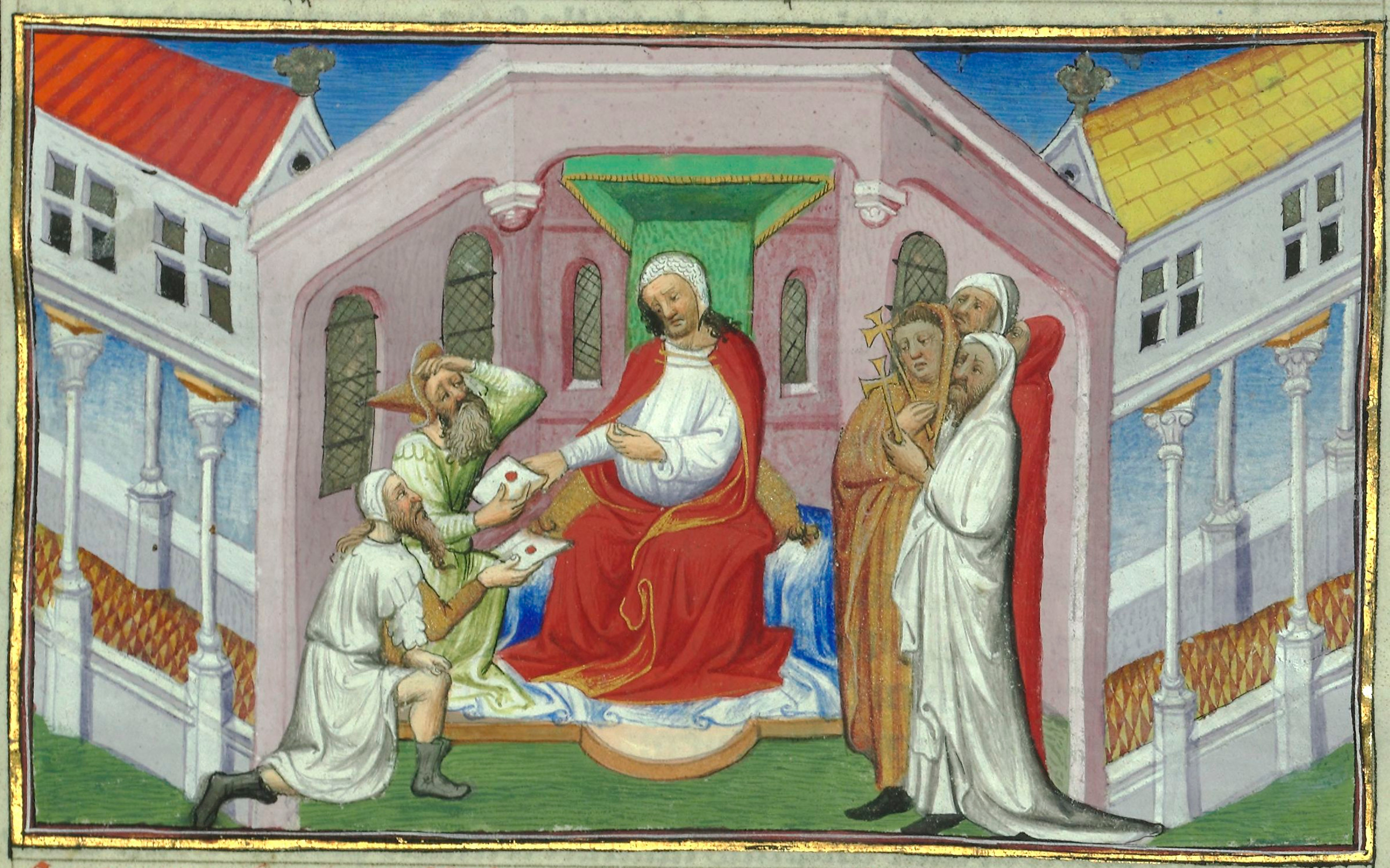
Изображение хана кереитов Ван-хана как пресвитера Иоанна, XV век

С падением владений крестоносцев в Палестине слухи о пресвитере Иоанне утихают, но они возрождаются с появлением авангарда армии Чингисхана в Персии и Грузии. Монгольского хана Хулагу считают то пресвитером Иоанном, то сыном его Давидом, а монголов — христианами. К этому времени в Средней Азии уже была богатая история христианства. Католические миссионеры, ездившие ко двору Чингисхана в Каракорум, а также позднейшие путешественники в течение долгого времени разыскивали в Азии пресвитера Иоанна. Плано Карпини отводит его в Индию; Гийом Рубрук считает его государем разбитых Чингисханом кара-киданей, смешивая Чингисхана с Ван-ханом кераитским. Марко Поло находит потомков первого пресвитера Иоанна в лице монгольских князьков, несториан, кочевавших в стране Тянь-дэ или Тендух, в Ордосе. Джованни Монтекорвино повторяет мнение Марко Поло. Одорик Фриульский упоминает землю Иоанна к западу от Китая по дороге в Европу и называет её столицу Casan, описывая как незначительный город — что может совпадать с Казанью, ставшей столичным городом в XIV веке.
В XIII веке была предпринята попытка использовать христианские тенденции среди монголов. Монах-францисканец Гийом Рубрук отправился в Каракорум к хану Мунке в качестве посланника папы римского. На пути в Золотую Орду он встретился с ханом Сартаком, который был христианином (предположительно, несторианцем). Гийом был радушно принят ханом, и пытался убедить Сартака выступить на стороне христиан, ударив в тыл сарацинам. Однако, несмотря на проявленное гостеприимство, Сартак не стал вступать в переговоры. Позднее Гийом также побывал в Каракоруме, столице Монгольской империи, и встретился с ханом Мунке.

## Пресвитер Иоанн и Эфиопия

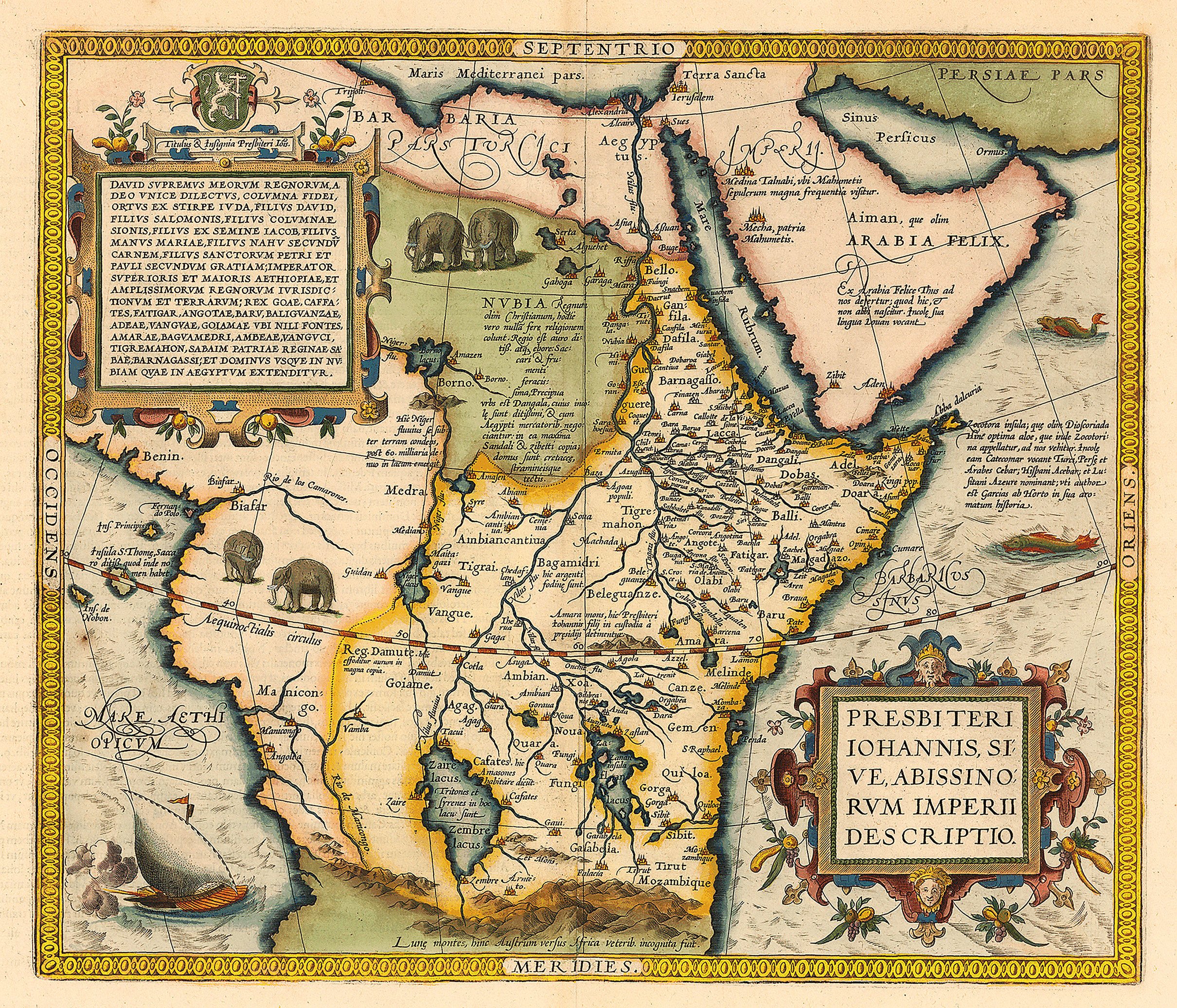
Империя пресвитера Иоанна или Абиссиния. Карта из "Зрелища круга земного" Абрахама Ортелиуса 1573 г.

Разочаровавшись в «Монгольской теории», в 1487 году португальский король Жуан II командировал Педро да Ковильяна (Петра Ковиллания) и Альфонса Паиву в путешествие по Африке, в надежде найти государство Пресвитера там. Экспедиция прибыла в Абиссинию, где большинство населения исповедовало ориентальное православие монофизитского толка, а местного царя признала пресвитером Иоанном (очевидно, из-за нетипичного для региона христианского вероисповедания). Имя пресвитера Иоанна производили с персидского языка, от Presteghani или Friestegiani, то есть апостольский (Скалигер); от Prester-chan, то есть хан поклонников (Иов Людольф); из presbytero Johanne делают pretiosum Johannem, или preto J. (чёрный).

## Исследования Льва Гумилёва

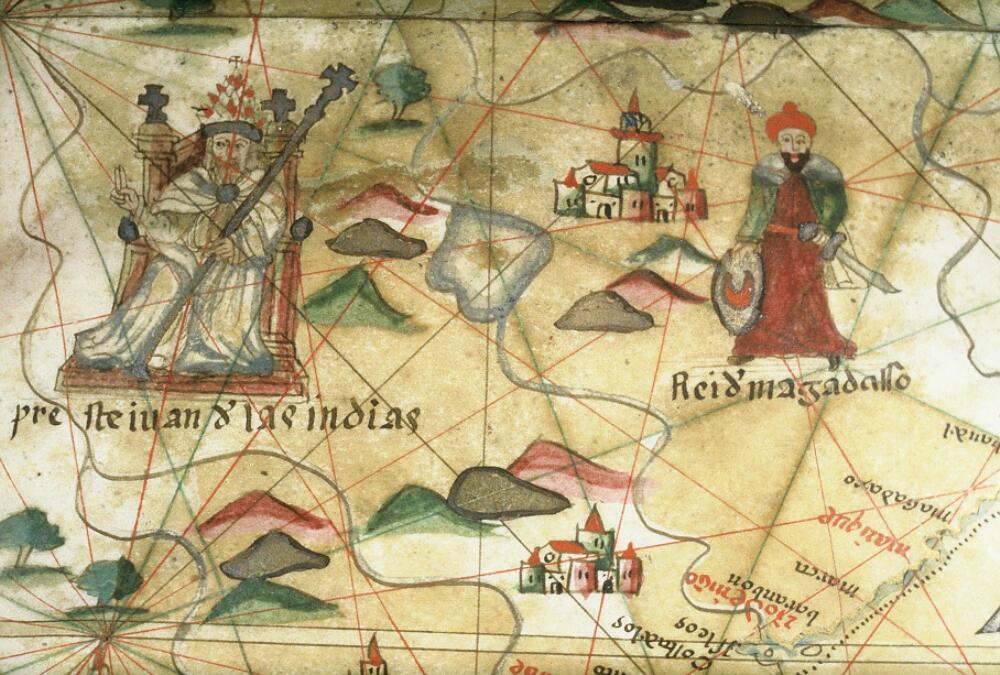
Пресвитер Иоанн из Индии обитал в Восточной Африке， согласно испанскому портулану 16-го века

Л. Н. Гумилёв в своей книге «Поиски вымышленного царства» анализирует подробно всю информацию и отрицает реальность пресвитера Иоанна. Он доказывает, что легенда о царстве пресвитера Иоанна была выдумана рыцарскими орденами Иерусалимского королевства с целью направить Второй крестовый поход в Месопотамию (легенда о сильном союзнике должна была внушить мысль о лёгкости предстоящего похода). Согласно Л. Н. Гумилёву, другой известной дошедшей до нашего времени легендой, запущенной тамплиерами и иоаннитами, является миф об особой жестокости монгольской армии XIII века, выдуманный с целью оправдания предательства орденов по отношению к реальным союзникам-несторианам и последовавшего разгрома Иерусалимского королевства.
Героем слухов, переродившихся в легенду о пресвитере Иоанне, по мнению Гумилёва, мог быть только гурхан Елюй Даши, основатель Империи кара-киданей.
В 1137 году под Ходжентом Елюй Даши разгромил войска самаркандского правителя Рукн ад-дин Махмуд-хана. Санджар, восприняв это как реальную угрозу исламскому миру, начал собирать элитные войска со всего мусульманского Востока. К 1141 году его армия была усилена вспомогательными отрядами из Хорасана, Седжестана и горных областей Гура, Газны и Мазандерана. Здесь были лучшие войска мусульманского мира, закаленные в боях с греками и крестоносцами, экипированные по последнему слову тогдашней техники. Войско Санджара исчислялось приблизительно в 100 тысяч всадников. Таких сил не собиралось даже для войны с крестоносцами. Армия Санджара внушала ужас папским крестоносцам, поскольку одерживала победы над лучшими полководцами Европы. У Елюя Даши, по оценкам Гумилёва, в распоряжении находились 30 тысяч человек.
9 сентября 1141 года войска Елюя Даши и Санджара встретились на Катванской равнине. Исход битвы был следующим: Елюй Даши разбил армию Санджара, а сам Санджар бежал, но его жена и соратники попали в плен, а 30 тысяч отважных сельджукских воинов погибли. О потерях войска Елюя Даши Гумилёв умалчивает.
Итогом стало значительное ослабление позиций мусульманских правителей на Востоке, что не могло не вызывать радость у европейских христиан. Известие о Катванской битве, докатившись до Европы, вызвало волну слухов, домыслов и сказок о христианском государе Востока — пресвитере Иоанне, разбившем мусульманскую армию Санджара. Крестоносцам хотелось видеть в кара-киданях своих союзников — так родилась легенда о пресвитере Иоанне и его царстве. Среди вассалов Елюя Даши были несториане, из-за наличия которых кара-киданей в Европе ошибочно относили к христианам. Таким образом, слухи об успехах несторианства на Востоке, проникнув в Европу, дали пищу для возникновения легенды о папе Иоанне — могучем восточном царе-первосвященнике, якобы желающем помочь латинским крестоносцам в их походах. Этот миф, появившийся в сочинениях Оттона Фрейзингского, был повторён и другими летописцами и воспринимался как абсолютно достоверный. Папа римский Александр III направил восточному «папе Иоанну» обширное послание, однако его посол не нашёл в Азии ни царя-первосвященника, ни его царства. Последующие путешественники считали героями легенды реально существовавших правителей-несториан, возглавлявших степные ханства, однако эти правители возглавили свои ханства после возникновения легенды о пресвитере Иоанне.
Христианское царство, возглавляемое царём-священником, — только мечта восточных христиан, но эта мечта была настолько действенна, что к моменту смерти Елюя Даши (1143 год) многим начала казаться реальностью, и ради мечты примирились былые враги — несториане и яковиты (монофизиты). Объединение этих двух церквей, с полным пренебрежением к догматике, состоялось в 1142 году, ещё при жизни Елюя Даши.
Сам Елюй Даши несторианином не был. Воспитание он получил конфуцианское. Мусульманский автор Ибн аль-Асир называет его манихеем. Свои послания к мусульманским правителям гурхан предварял исламской формулой: «Во Имя Бога, милостивого, милосердного». Достоверно известно, что незадолго до смерти Елюй Даши перед своими полками приносил серого быка и белую лошадь в жертву небу, земле и предкам, а это явно акт древнемонгольской «чёрной веры». Впрочем, возможно, Елюй Даши (подобно Чингисхану и первым Чингизидам) отличался религиозным равнодушием и совершал языческие обряды в угоду части своей армии. Остается невыясненным, почему Елюй Даши в легенде назван Иоанном. Несториан среди кара-киданей было не меньше, чем язычников, а имя Иоанн в несторианских общинах Центральной Азии было очень популярным.
Тем не менее, вопрос о личности пресвитера Иоанна до сих пор остаётся открытым.
Географическую карту Империи пресвитера Иоанна составил и впервые издал в своём атласе «Зрелище Круга Земного» Абрагам Ортелиус в 1573 году. Она была переиздана в тридцати изданиях этого атласа на семи европейских языках, включая латинский. Последнее издание было выпущено в свет в 1612 г. Приблизительное количество отпечатанных экземпляров этой гравированной карты — 6275. Для «Атласа Меркатора-Хондиуса» эта карта была перегравирована с изменениями в 1607 г.. Для «Большого Атласа» Иоганна Блау эта карта была перегравирована снова с титулом AETHIOPIA ... vulgo ABISSINORVM sive PRESBITERI IOANNIS IMPERIVM. Она была включена в X том двенадцатитомного издания на французском языке 1663 г.

## В художественной литературе
- В греческом литературном произведении «Сказание о Индийском царстве» (XII век) царь Иоанн предстаёт властителем сказочно необъятной и богатой страны, полной всяческими чудесами, а при этом также «ревнителем по православной вере Христовой».
- У Вольфрама фон Эшенбаха имя пресвитера Иоанна упоминается в самом конце поэмы «Парцифаль». Там сказано, что пресвитер Иоанн был сыном Фейрефица, сводного брата Парцифаля, и что от него пошли все христианские короли на Востоке.
- Альбрехт фон Шарфенберг (XIII век) посвятил свою поэму «Новый Титурель» царю Иоанну и роли Грааля в Индии.
- В поэме Лудовико Ариосто «Неистовый Роланд» описывается держава христианского царя Сенапа, расположенная в Африке. Прообразом царства Сенапа послужили легенды о пресвитере Иоанне, помещавшие его владения в Эфиопии.
- В «Гаргантюа и Пантагрюэле» Франсуа Рабле в книге «Пантагрюэль, король Дипсодов, показанный в его доподлинном виде со всеми его ужасающими деяниями и подвигами» о пресвитере Иоанне говорится как о царе Индийском, на дочери которого будто бы женился Панург.
- Мишель де Монтень в 48 главе I книги «Опытов» пишет о пресвитере Иоанне как о государе абиссинцев.
- Сервантес в предисловии к Дон Кихоту упоминает пресвитера Иоанна Индийского (Preste Juan de las Indias) в связи с преданием, согласно которому тот был «отменным стихотворцем».
- В «Странствиях и путешествиях» Перо Тафура пресвитер Иоанн упоминается в рассказе об Индии Никколо ди Конти.
- Мифическое государство пресвитера Иоанна упоминается в историко-философском романе Умберто Эко «Баудолино», авторство приписывается главному герою романа и его товарищам.
- Отсылкой к Иоанну Пресвитеру является король Престер Джон из эпопеи Тэда Уильямса «Память, Скорбь и Терн».
- Мифическое государство пресвитера Иоанна и он сам являются в романе Кристофера Сташефа «Маг-Крестоносец» (седьмая книга серии «Маг» о приключениях Мэтью Ментрелла).
- Пресвитер Иоанн упоминается в стихотворении Т.С.Элиота «Галантная беседа» из сборника «Пруфрок и другие наблюдения» (1917).
- Один из романов известного британского автора Джона Бакана (John Buchan) называется «Пресвитер Иоанн» (Prester John).
- Царство Пресвитера Иоанна упоминается в начале романа Артура Конан Дойля «Белый отряд» аббатом Бергхершем, перечислявшим главному герою романа Аллейну Эдриксону страны, лежащие далеко на востоке за землями московитов, Иерусалимом и Святой землёй.
- Престера Джона упоминает Борис Гребенщиков в песне «Господу видней», альбом «Лошадь белая» 2008 г. («Можно выйти одному в поле И знать, что ты вооружён Можно идти по пути, В конце которого стоит Престер Джон»).
- В романе "Война в небесах" британского писателя Чарльза Уильямса пресвитер Иоанн является одной из ключевых фигур. Он появляется в развязке произведения, исполняя чаяния главных героев[7].